# Sequoiadendron giganteum
Sequoiadendron giganteum es la única especie de Sequoiadendron, un género monotípico de árboles perteneciente a la familia de las Cupresáceas, también llamadas Taxodiáceas. Es conocida como secuoya, secoya gigante, velintonia, wellingtonia, secoya de Sierra o gran árbol. Sequoaidendron giganteum es una de las tres especies de coníferas conocidas como secuoyas, clasificada en la subfamilia de las Sequoioideae, junto con Sequoia sempervirens (secuoya de costa) y Metasequoia glyptostroboides (secuoya del alba).

## Descripción
La secuoya gigante es el organismo vegetal más grande del mundo en términos de suma del volumen. Crecen a una altura media de entre 50 a 85 m y de 5 a 7 m de diámetro. Se tienen referencias de árboles que han existido de 94 m de altura y más de 11 m de diámetro. La secuoya gigante, conocida y más vieja con 3200 años, se calculó su edad, con el recuento de sus anillos de crecimiento. 
En 2010 se encontró una secuoya de 105,5 metros de alto y 10 metros de diámetro en su tronco, sus raíces alcanzan los 35 metros aproximadamente.
La corteza de la secuoya es fibrosa, fruncida, y puede ser 60 cm (2 pies) de grueso en la base del tronco de forma de columna. Proporciona una protección significativa del fuego para los árboles. Las hojas son perennes, con forma de lezna, de unos 3 a 6 mm de largo, y dispuestas espiralmente en los renuevos. 
Las semillas se encuentran en conos de conífera de 4 a 7 cm de largo y maduran en 18-20 meses, aunque se quedan normalmente de color verde y cerrados hasta 20 años; cada cono tiene 30 a 50 tecas dispuestas espiralmente, con varias semillas en cada teca que da un promedio de 230 semillas por cono. La semilla es marrón oscura, de 4 a 5 mm largo y 1 mm ancho, con un 1 mm de alas amarillo-marrón por cada lado. Alguna semilla es soltada cuando las tecas de cono se encogen durante el tiempo cálido a finales del verano, pero la mayoría de las semillas son liberadas cuando el cono se seca por el calor del fuego o el daño de un insecto. 

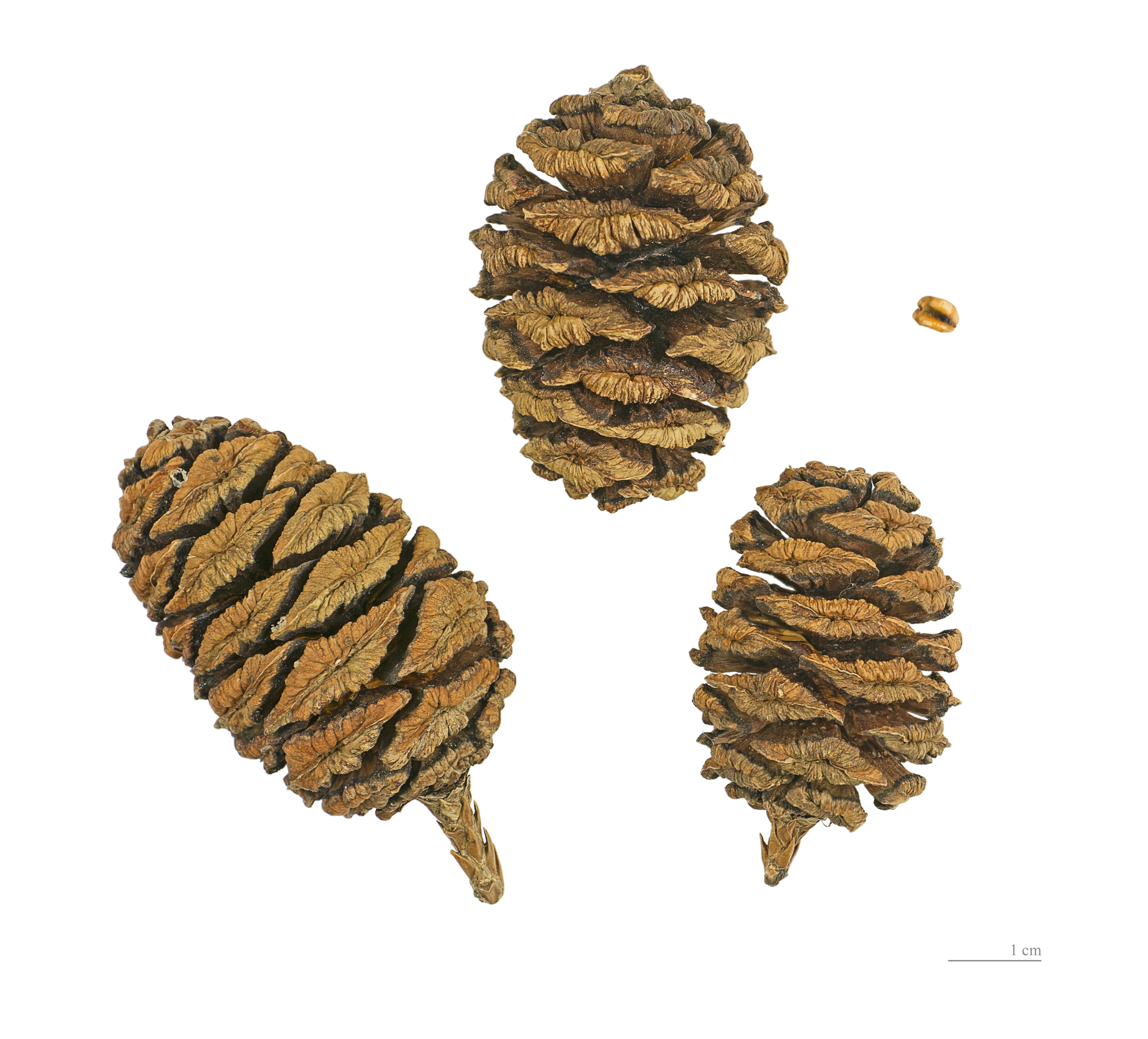
Los conos de la secuoya gigante.

La secuoya gigante se regenera por semillas. Los árboles jóvenes de unos 20 años de edad pueden producir brotes de los restos de un tocón. Las Secuoyas Gigantes de todas las edades pueden brotar del tronco cuando las ramas viejas se pierden por rotura pero, a diferencia de la secuoya de la costa, los árboles maduros no brotan de los cortes de los tocones. Los árboles jóvenes empiezan a producir conos a los 20 años de vida. 
En algún momento de su vida, un árbol grande puede llegar a tener aproximadamente 11 000 conos. La parte superior de la corona de la secuoya gigante madura produce más cantidad de conos que sus partes más bajas. Se estima que una secuoya gigante madura pueda dispersar de 300.000 a 400.000 semillas por año. Las semillas aladas pueden ser llevadas hasta 180 m de distancia con respecto del árbol padre. 
Las ramas más bajas se mueren bastante fácilmente, pero en los árboles de menos de 100 años de edad retienen la mayor parte de sus ramas muertas. Los troncos de los árboles maduros en arboledas se encuentran generalmente libres de ramas a una altura de 20 a 50 m, pero los árboles solitarios retendrán las ramas bajas muertas.

## Distribución

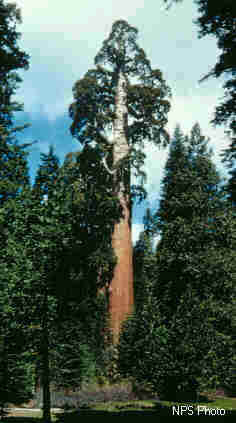
El "General Grant", parque nacional Cañón de los Reyes

La distribución natural de la secuoya gigante está restringida a un área limitada de la parte occidental de Sierra Nevada, California. Comprendiendo un área total de solo 14.416 ha (144,16 km²). En ningún lugar se encuentran creciendo en bosques de solamente ejemplares de esta especie, aunque en unas pequeñas áreas se acerquen a un bosque puro. En la parte septentrional se encuentran los dos tercios de sus ejemplares, del Río Americano en el Condado de Placer hacia el sur al Río de los Reyes, hay solamente ocho arboledas desconectadas. Aún quedan arboledas meridionales estando concentradas entre el Río de Reyes y la Arboleda de Riachuelo de Venado en el meridional Condado de Tulare. Las arboledas alcanzan un tamaño de 1.240 ha con 20.000 árboles maduros, en pequeñas arboledas con solo seis árboles vivos. Muchas están protegidas en los parques nacionales de Parque nacional Cañón de los Reyes y el Monumento Nacional de la Secuoya Gigante. 
La secuoya gigante se encuentra generalmente en un clima húmedo caracterizado por veranos secos e inviernos con nieve abundante. La mayoría de las arboledas de secuoyas gigantes están en tierras de base granítica, residuales y aluviales. La altitudes donde se encuentran las arboledas de las secuoyas gigantes están comprendidas generalmente entre 1.400 y 2.000 m s. n. m. en el norte, y entre 1700 y 2150 m s. n. m. al sur. 
La secoya gigante se encuentra generalmente en la ladera sur de las montañas septentrionales, y en la ladera septentrional de las sierra más meridional. 
Para mantener la densidad de población actual serían necesarios unos altos niveles de reproducción. Pocas arboledas tienen suficiente cantidad de árboles jóvenes para mantener la densidad actual de Secuoyas Gigantes maduras para el futuro. La mayoría experimenta actualmente un descenso gradual en la densidad desde la llegada de los colonos europeos.

## Ecología
Las secoyas gigantes tienen dificultad para reproducirse en su hábitat original (y muy raramente se reproducen en cultivo) debido a que las semillas solo puede crecer exitosamente en suelos minerales y con la luz del sol directa, liberados de competir con el resto de la vegetación. Aunque las semillas puedan germinar en sustrato húmedo mantillo en la primavera, estos semilleros morirán con la sequía del verano. Por lo tanto requieren de un incendio controlado periódico para vaciar el mantillo de vegetación competidora y con la regeneración de la tierra se pueda producir una germinación con éxito. 

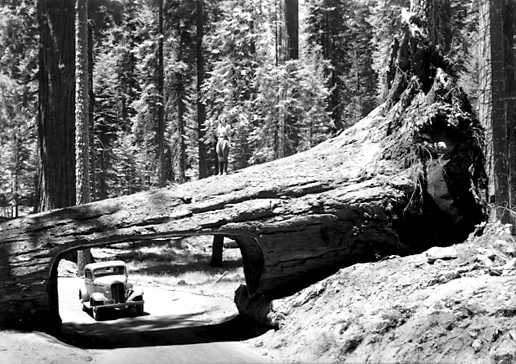
Automóvil atravesando un túnel excavado en una sequoia.

Los fuegos traen también chorros de aire caliente en lo alto del dosel forestal, vía corrientes de convección, que seca y abre los conos. La liberación subsiguiente de cantidades grandes de semillas coincide con las condiciones óptimas de semillero posteriormente al fuego. Junto con ceniza en el suelo que puede actuar también como una cubierta para proteger las semillas caídas del daño ultravioleta de la radiación. 
Sin el fuego, las especies existentes con su sombra excluirán a los jóvenes semilleros de la secuoya, y las semillas no germinarán. Cuándo hay un plantel repleto de árboles, estos árboles requieren unas cantidades grandes de agua, por lo que generalmente se concentran cerca de corrientes de agua. 
Debido a los esfuerzos en la supresión de los fuegos y al ganado que pastaba durante los inicios y a mediados del siglo XX, la baja intensidad de los incendios que ya no se producían de forma natural en muchas arboledas, y actualmente no ocurre en algunas arboledas. La supresión de fuegos llevó también al aumento de combustible de suelo y el crecimiento denso de Abeto Blanco, muy sensible a los incendios. Este aumentó el riesgo de los fuegos más intensos que pueden utilizar los abetos como escalas para amenazar las coronas de la Secoyas Gigantes maduras. Los fuegos naturales pueden ser también factores muy importantes para mantener a la hormiga de carpintero en buen estado de salud. 
En 1970 el Servicio de Parques Nacionales empezó las quemas controladas de sus arboledas para corregir estos problemas. Las políticas actuales permiten también a los fuegos naturales proseguir sin interrupciones. Una de estas quemas incontroladas dañó severamente el segundo árbol más grande del mundo, el árbol de Washington, en septiembre de 2003, 45 días después de que empezara el fuego. Este daño lo hizo incapaz de resistir a la tormenta de nieve de enero de 2005, que le llevó al desplome de la mitad del tronco. 
Pero además del fuego, hay también dos agentes animales que influyen en la liberación de gran cantidad de las semillas de la Secuoya gigante. El más significativo de los dos es un escarabajo de cuernos (Phymatodes nitidus) este pone huevos en los conos, en el que las larvas abren hoyos. Esto corta el abastecimiento de agua vascular a las tecas del cono, permitiendo que los conos se puedan secar y abrir para permitir caer las semillas. Los conos dañados por los escarabajos, durante el verano abrirán lentamente durante los meses siguientes. Alguna investigación indica que muchos conos, especialmente los situados más alto en las coronas, pueden necesitar secarse parcialmente por el daño de escarabajo antes que el fuego los pueda abrir completamente. El otro agente es el "ardilla de Douglas" (Tamiasciurus douglasi) esta roe en las tecas verdes carnosas de los conos más jóvenes. Las ardillas se encuentran activas durante todo el año, y cuando roen el cono, algunas semillas son sacadas y dejadas caer al suelo.

## Simbología
Véase simbología de la secuoya

## Descubrimiento y nombramiento

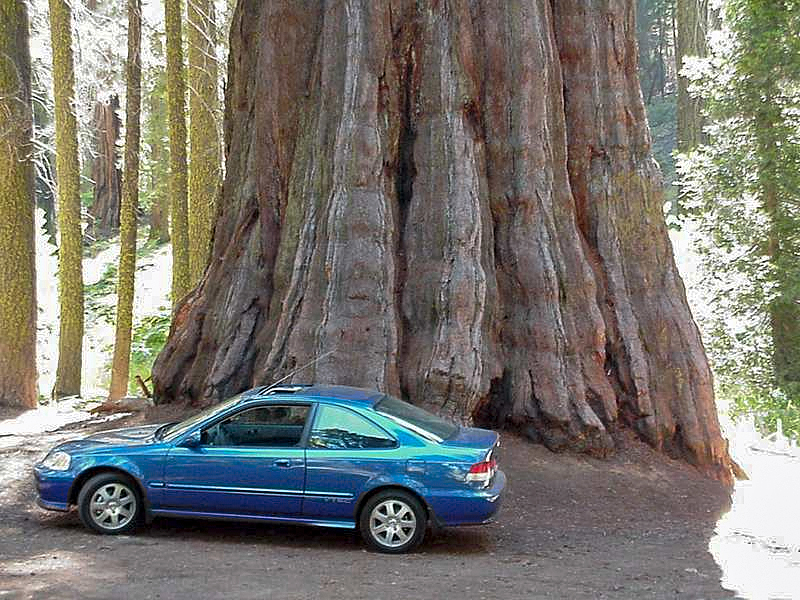
Una secuoya gigante comparada con un automóvil.

La Secouya Gigante era conocida por las tribus nativas de EE. UU. que vivían en esta área. Los antiguos nativos norteamericanos llamaban a la Secuoya Wawona, Toos-pung-ish y Hea-mi-withic, las dos últimas de la tribu del río Tule.
La primera referencia a la Secuoya Gigante por europeos es de 1833, en el diario del explorador J. K. Leonard; la referencia no menciona ninguna localidad, pero su ruta habría sido por Calaveras. Este descubrimiento no se publicó. El siguiente europeo en ver la especie fue John M. Wooster, que talló sus iniciales en la corteza del árbol de "Hércules" en Calaveras Big Trees State Park en 1850; tampoco este hallazgo se publicó. Se dio mucha más publicidad al "descubrimiento" de la Arboleda de Calaveras por Augusto T. Dowd en 1852, y estos son comúnmente citados como las especies del descubrimiento. El árbol que encontró Dowd, y que bautizó como el "Árbol del Descubrimiento", fue derribado en 1853. 
El primero en dar un nombre científico a la especie fue John Lindley en 1853, que lo denominó como Wellingtonia gigantea, sin darse cuenta de este era un nombre inválido bajo el Código Internacional de Nomenclatura pues el nombre Wellingtonia ya había sido utilizado anteriormente para otra planta no relacionada (Wellingtonia arnottiana en la familia Sabiaceae). El nombre "Wellingtonia" ha persistido en Inglaterra como un nombre común, aunque está desaprobado como una reliquia de imperialismo cultural (R. Ornduff en Aune 1994). El año siguiente, Joseph Decaisne la incluyó en el mismo género que la Secoya de Costa, denominándolo Secoya gigantea, pero tampoco fue válido este nombre, pues se había aplicado anteriormente a la Secoya de la Costa (en 1847, por Endlicher). El nombre Washingtonia californica fue aplicado también por Winslow en 1854, aunque tampoco era válido, pues pertenecía al género de las Palmas Washingtonia. 

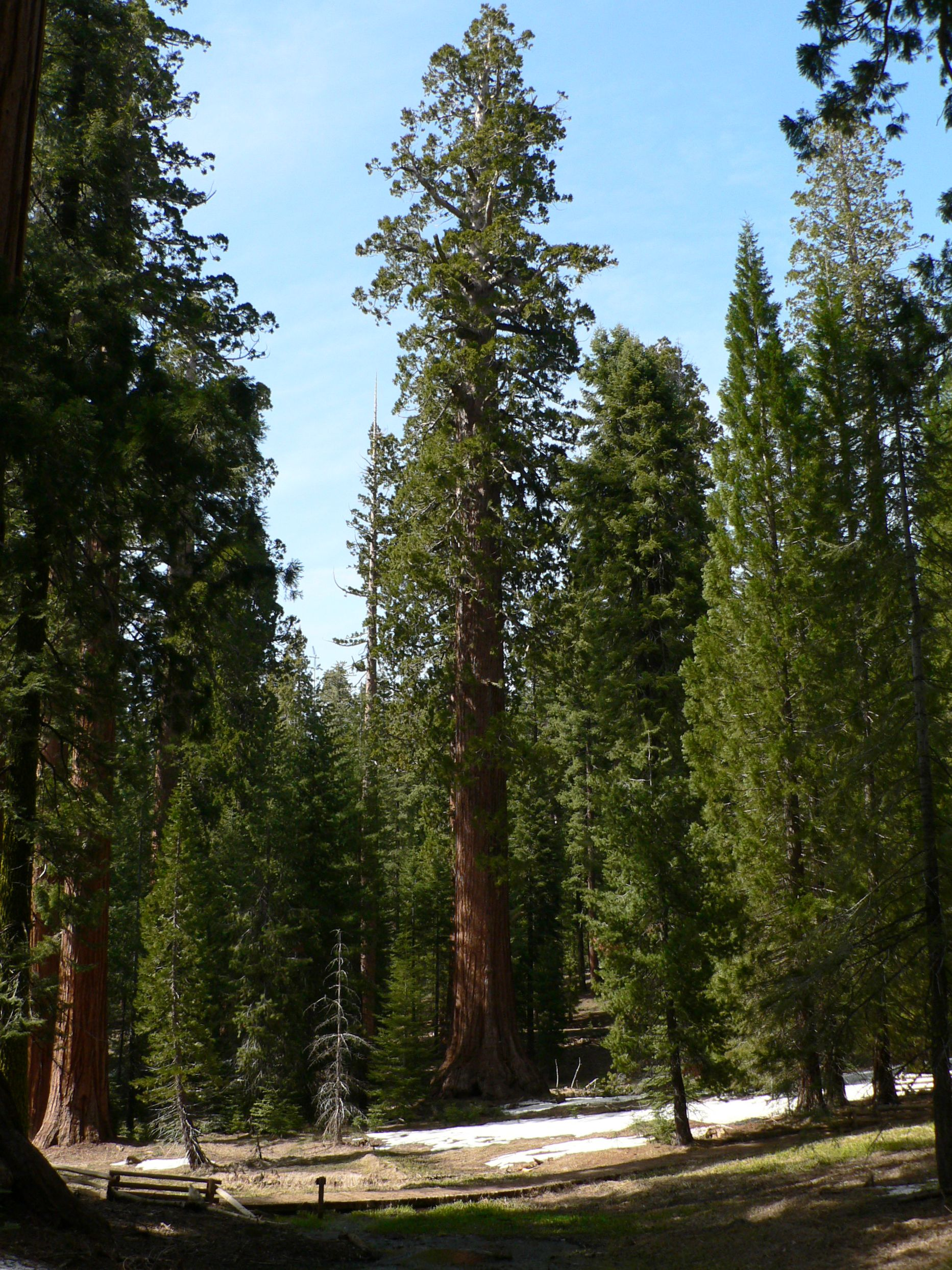
En el parque nacional Yosemite.

En 1907 fue incluido por Carl Ernst Otto Kuntze en el género fósil Steinhauera, pero la duda en cuanto a si la Secuoya Gigante estaba relacionada o no al fósil, han dejado invalidado este nombre. 
Los fallos de nomenclatura fueron corregidos finalmente en 1939 por J. Buchholz, que indicó también que la Secuoya Gigante es distinta de la Secuoya de la Costa en el nivel de género y acuñó el nombre Sequoiadendron giganteum para ella. 
John Muir escribió de la especie en 1870: ¡: Percibe la Secuoya Rey! ¡Perciba! Perciba! puedo decir que parece todo. ¿Tiempo atrás yo dejé todo por la Secoya y he estado y estoy a sus pies, en ayuno y orando para la luz, pero ¿no es ella la luz más grande en el bosque?, ¿en el mundo? ¿Dónde están tales columnas de sol, palpables, accesibles, terrenas? 
A fecha de febrero de 2005, los diez árboles con un mayor volumen son:
| Nombre del árbol | Localización   | Altura | Altura | Circunferencia | Circunferencia | Volumen | Volumen |
|                  |                | (m)    | (ft)   | (m)            | (feet)         | (m³)    | (ft³)   |
| ---------------- | -------------- | ------ | ------ | -------------- | -------------- | ------- | ------- |
| General Sherman  | Giant Forest   | 83.79  | 274.9  | 31.27          | 102.6          | 1486.9  | 52,508  |
| General Grant    | Grant Grove    | 81.72  | 268.1  | 32.77          | 107.5          | 1319.8  | 46,608  |
| President        | Giant Forest   | 73.43  | 240.9  | 28.35          | 93.0           | 1278.4  | 45,148  |
| Lincoln          | Giant Forest   | 77.97  | 255.8  | 29.96          | 98.3           | 1259.3  | 44,471  |
| Stagg            | Alder Creek    | 74.07  | 243.0  | 33.22          | 109.0          | 1205.0  | 42,557  |
| Boole            | Converse Basin | 81.93  | 268.8  | 34.44          | 113.0          | 1202.7  | 42,472  |
| Genesis          | Mountain Home  | 77.11  | 253.0  | 26.00          | 85.3           | 1186.4  | 41,897  |
| Franklin         | Giant Forest   | 68.21  | 223.8  | 28.90          | 94.8           | 1168.9  | 41,280  |
| King Arthur      | Garfield       | 82.39  | 270.3  | 31.76          | 104.2          | 1151.2  | 40,656  |
| Monroe           | Giant Forest   | 75.53  | 247.8  | 27.82          | 91.3           | 1135.6  | 40,104  |

Fuente: United States National Park Service - . Note que las figuras del volumen tienen un grado bajo de certeza, debido a dificultades en la medida; las medidas del diámetro del tallo están tomadas en unas pocas alturas fijas arriba del tronco, y asumen que el tronco es circular en la sección transversal, y que ese estrechamiento entre puntos de medida es constante. Las medidas del volumen tampoco toman en cuenta las cavidades. Las medidas son sin embargo del tronco solo, y no incluyen el volumen de madera de las ramas ni de las raíces. 
Al árbol General Sherman se le estima un peso de 2100 toneladas (Fry & White 1938).

## Usos

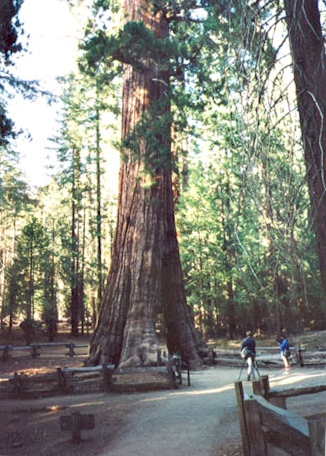
Secuoya gigante en el Mariposa Grove, parque nacional de Yosemite.

La madera de las Secoyas Gigantes maduras es sumamente resistente a la descomposición, pero es fibrosa y quebradiza, lo que generalmente la hace inapropiada para la construcción. Desde la década de 1880 hasta los inicios de la de 1920 se cortaron gran cantidad de árboles, aunque para usos comerciales marginales. Debido al enorme peso de los árboles y a su carácter quebradizo a menudo se astillaban cuando golpeaban el suelo, malgastando mucha de la madera. Los leñadores procuraron almohadillar el impacto cavando zanjas y llenándolas con ramas. Todavía, se estima que tan solo un 50 por ciento de la madera lo hizo de arboledas al molino. La madera fue utilizada principalmente para producir tablillas de postes y de cercas, e incluso para fósforos. 
Los retratos de los árboles una vez majestuosos rotos y abandonados en arboledas anteriormente prístinas, y el uso tan marginal que de estos gigantes se hacía, espoleó la protesta pública que causó que la mayor parte de las arboledas fueran preservadas como tierra protegida. El público puede visitar un ejemplo claro de 1880 como se encuentran los restos de las cortas en Arboleda de Tocón Grande cerca de la Arboleda de Beca. Tan tarde como el 1980 algunos árboles inmaduros fueron apuntados en el Bosque Nacional Secuoya, la publicidad fue lo que ayudó a llevar a la creación del parque Monumento Nacional de la Secuoya Gigante. 
La madera de árboles inmaduros es menos quebradiza, con pruebas recientes en jóvenes árboles Plantaciones que muestran semejanza a la Secuoya de Costa con madera de calidad. Esto tiene como resultado algún interés a cultivar la Secoya Gigante como un árbol de muy alto rendimiento de cosecha de madera, en California y también en partes de Europa occidental, donde puede crecer más eficientemente que las Secoyas rojas de la costa. En el noroeste Estados Unidos algunos empresarios han empezado también las Secoyas Gigante crecientes para árbol de Navidad. Aparte de estas tentativas en la sivicultura, los usos económicos principales para la Secoya Gigante son hoy el turismo y la horticultura (ver Cultivo, más abajo).

## Cultivo

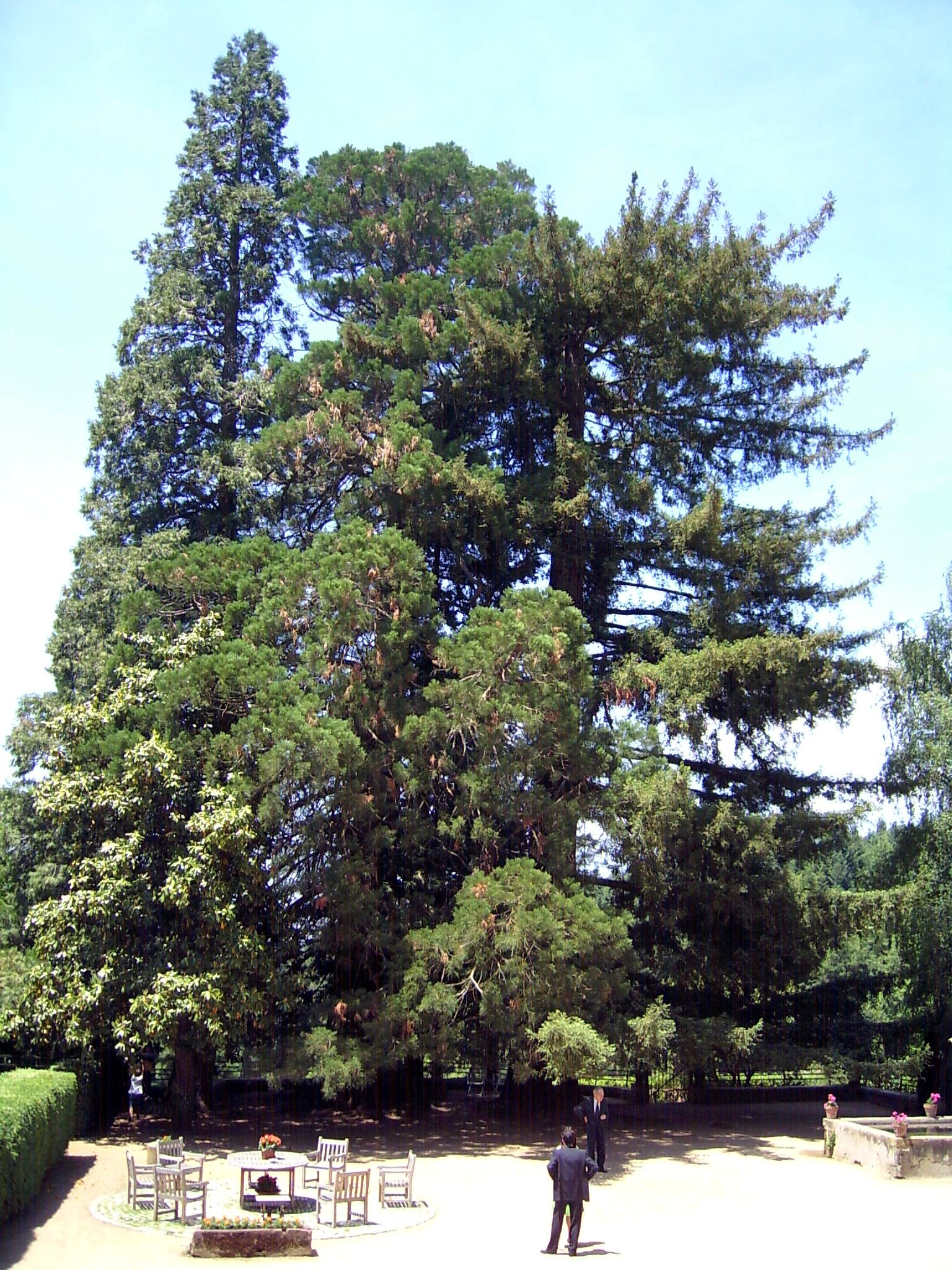
Sequoiadendron giganteum Secuoya del Noguer, Viladrau (Cataluña), España.

La Secuoya gigante es un árbol decorativo muy popular en muchas áreas. Las áreas donde se cría exitosamente incluyen la mayor parte de Europa occidental y meridional, el Noroeste del pacífico de Norteamérica del norte al suroeste de la Columbia Británica, el sureste de Australia, Nueva Zelanda y la zona central y meridional de Chile. Se cría también, aunque menos favorablemente, en partes de Norteamérica oriental. 
Estos árboles pueden aguantar temperaturas mínimas de unos −30 °C o más frías durante cortos periodos, unos pocos individuos se ha comprobado que parecen haber superado temperaturas más bajas, especialmente donde la nieve hace una cubierta profunda sobre las raíces. Fuera de su rango de temperatura natural el follaje puede sufrir quemaduras por el viento helado.
Quizás uno de los más raros ejemplares que se ha llevado a cabo la siembra de esta especie fuera de su hábitat natural, curiosamente ha sido en el municipio de Sonson (Antioquia), Colombia, un ejemplar estudiado por la Universidad Nacional de Colombia que se encontró en este pueblo colombiano, con 30 m de altura y 90 cm de diámetro, el cual se conoce por la persona que era oriunda de dicha región, don Joaquín Antonio Uribe, un natural de la región que vivió allí muchos años,  llegó a sembrar dicho árbol en la región, sin embargo, se ha datado que el árbol apenas ha logrado sobrepasar al menos los 100 años desde su siembra, haciéndole quizás el único Secuoya más antiguo y tal vez el único ejemplar joven en ser sembrado en Colombia.

### Europa
Las primeras semillas que llegaron a Europa para su cultivo fueron en 1853 por John Scotsman D. Matthew, que reunió una cantidad pequeña de semillas en la Arboleda de Calaveras, llevándolas consigo a Escocia en agosto de 1853 (Mitchell 1996). Un embarque mucho más grande de semillas que recolectó (también en la Arboleda de Calaveras) William Lobb, actuando como agente para el Vivero de Veitch en Budlake cerca Exeter, llegando a Inglaterra en diciembre de 1853; las semillas de esta serie se distribuyeron extensamente a través de toda Europa. 
El crecimiento que presentan en el Reino Unido es muy rápido, con los árboles más grandes, en Benmore en el suroeste de Escocia, alcanzando los 54 m con 150 años (Registro de los árboles de las islas británicas), y varios otros ejemplares con alturas entre 50 y 53 m de alto; el más robusto con 3.55 m diámetro, en Perthshire. 
El promedio de crecimiento en algunas zonas es considerable; un ejemplar joven en Italia alcanzó los 22 m de altura y 88 cm de diámetro de tronco en tan solo 17 años (Mitchell, 1972).
Su desarrollo en el noreste de Europa se encuentra limitado por los fríos inviernos. En Dinamarca, pueden alcanzar los −32 °C, el mayor árbol tiene 35 m de altura y de 1,7 m diámetro en 1976 y actualmente aún mayor. Uno en Polonia soporta temperaturas por debajo de −37 °C con una gran cubierta de nieve.
En España ya desde mediados del siglo XIX se plantaron sequoyas con intención puramente decorativa en los jardines de diversas ciudades y residencias privadas. Entre todos ellos los considerados como más longevos y de dimensiones más impresionantes son los que subsisten todavía en los jardines del Palacio Real de la Granja de San Ildefonso (plantados alrededor de 1870); el mayor de los ejemplares cuenta ya con un perímetro de tronco superior a los 14 metros (medido a una altura de unos 2 metros sobre el suelo), lo que arroja una tasa de crecimiento anual espectacular. 
El situado desde aproximadamente 1880 en el Monasterio de Silos, el que crece desde el siglo XIX en el patio de las Escuelas Mayores de la Universidad de Salamanca,(Este árbol de la Universidad, es una Sequoia sempervirens y no un sequoiadendro giganteum) y, sobre todo, los que todavía subsisten en Pamplona situados en el patio del edificio del Instituto Navarro de Administración Pública, en la pradera de la Universidad de Navarra y en los jardines del Palacio de Navarra. Este último alcanza actualmente más de 37 metros de altura y se tiene constancia de haber sido plantado en su actual ubicación en 1855 lo que lo convierte en uno de los sequoyas más antiguos de Europa, teniendo en cuenta que son más antiguas y más grandes, todavía, las sequoias que se encuentran en los jardines de La Casa del Príncipe de San Lorenzo de El Escorial, de unos 60 m de altura y de 1853, regalo de la reina Victoria de Inglaterra.

### EE. UU. y Canadá
Su cultivo es óptimo en la zona del noroeste del Pacífico, desde el oeste de Oregón al norte y suroeste de Columbia Británica, con unos promedios de desarrollo elevados.
En el noreste EE. UU. en el cultivo de la especie ha habido algún éxito limitado, pues el crecimiento es mucho más lento allí, y son propensos a la Cercospora y la Kabatina enfermedades micóticas debido al clima caliente y húmedo del verano en esta zona. El árbol más alto que se encuentra en el este es uno que alcanza los 35 M de altura, en Blithewold, en Rhode Island Bristol. Los especímenes crecen también en el Arnold Arboretum en Massachusetts Boston (plantado en 1972, 18 M alta en 1998), en los Jardines de Longwood Delaware Wilmington, y en el Lago de Dedo la región de Nueva York durante muchos años. No son raras las Secoyas Gigantes en los jardines privados alrededor de los Estados atlánticos Medios. También se encuentran en la parte noreste, desde que en el año 2000, se inició una pequeña plantación experimental en el Lago Champlain en el valle de Vermont donde las temperaturas de invierno pueden alcanzar los  −37 °C con cubierta de nieve variable. 
Un cultivar 'Hazel Smith' seleccionado en 1960 se ha mostrado muy válido en los EE. UU. del noreste. Este clon fue el único sobreviviente de varios cientos de semilleros crecidos en un vivero de Nueva Jersey.

### Australia
El Ballarat Botanical Gardens contiene una colección considerable, muchos de ellos con unos 150 años.

## Taxonomía
Sequoiadendron giganteum fue descrita por (Lindl.) J.Buchholz y publicado en American Journal of Botany 26(7): 536. 1939.
Sinonimia
- Gigantabies wellingtoniana (Seem.) J. Nelson
- Sequoia gigantea (Lindl.) Decne.
- Sequoia gigantea f. pendula (Briolay-Goiffon ex Carrière) Beissn.
- Sequoia washingtoniana Sudw.
- Sequoia wellingtonia Seem.
- Sequoia wellingtonia var. pendula (Briolay-Goiffon ex Carrière) A.H.Kent
- Sequoiadendron giganteum f. pendulum (Briolay-Goiffon ex Carrière) Rehder
- Steinhauera gigantea (Lindl.) Kuntze ex Voss
- Taxodium giganteum (Lindl.) Kellogg & Behr
- Taxodium washingtonianum Winslow
- Taxodium washingtonium Winsl.
- Washingtonia americana Gordon
- Washingtonia californica Winslow
- Washingtonia gigantea (Lindl.) Carrière
- Wellingtonia californica Sarg.
- Wellingtonia gigantea Lindl.
- Wellingtonia gigantea var. pendula Carrière
- Wellingtonia pendula Briolay-Goiffon ex Carrière[5]